# Raúl Cancio
Ceferino Cancio Amunarriz, más conocido como Raúl Cancio (San Sebastián, 18 de septiembre de 1911-San Sebastián, 23 de octubre de 1961), fue un actor español.

## Biografía
Nacido en San Sebastián en el seno de una familia de pescadores, de origen asturiano el padre (Coaña) y madre fuenterribensa. 
Con apenas diez años, su familia regresa a Gijón, donde cursa estudios en el Colegio de los Jesuitas, matriculándose posteriormente en la Facultad de Ciencias de la Universidad de Oviedo, más tarde a Valladolid hasta recalar en Madrid, donde no obstante,  abandona definitivamente la carrera de Medicina para dedicarse por completo al mundo del cine, al que había llegado casualmente por sus dotes como jinete, debutando en el film Miguelón o el último contrabandista (1933).
Durante la Guerra Civil Española fue locutor y actor de Radio Madrid. Ya finalizada la guerra, se convirtió en uno de los mejores actores del cine español del momento especialmente en los años cuarenta y cincuenta, fundó también su propia compañía de teatro. Su consagración sería en las películas ¡Centinela, alerta! (1937) de Jean Grémillon y Agustina de Aragón (1950) de Juan de Orduña. Su filmografía extiende casi un centenar de películas y trabajó bajo órdenes con Florián Rey, Luis Lucia, José Luis Sáenz de Heredia, Juan de Orduña, Luis García Berlanga y Juan Antonio Bardem, casi siempre como actor de apoyo o de reparto. También desarrollo una fructífera carrera en el doblaje, la escritura de guiones y la dirección. 
Aunque tuvo éxito en el cine nunca abandonaría el teatro. Se casó con María Palacio en 1942 con quien tuvo un hijo, el célebre fotoperiodista Raúl Cancio. Falleció en San Sebastián el 23 de octubre de 1961 y sus restos descansan en el Cementerio de Polloe.

## Filmografía
| - Miguelón, o el último contrabandista (1933) - ¿Quién me quiere a mí? (1936) - Centinela, alerta! (1937) - Carmen, la de Triana (1938) - Leyenda rota (1939) - Escuadrilla (1941) - Los millones de Polichinela (1941) - Harka! (1941) - El crucero Baleares (1941) - Cuarenta y ocho horas (1942) - La danza de fuego (1942) - Los misterios de Tánger (1942) - Por qué vivir tristes? (1942) - Qué contenta estoy! (1942) - Raza (1942) - Sangre en la nieve (1942) - Siempre mujeres (1942) - Castillo de naipes (1943) - Docesolo lunas de miel (1943) - El abanderado (1943) - Forja de almas (1943) - El testamento del virrey (1944) - Una chica de opereta (1944) - Ella, él y sus millones (1944) - Turbante blanco (1944) - Yo no me caso (1944) - Afan-Evu: El bosque maldito (1945) - La luna vale un millón (1945) - Mi enemigo el doctor (1945) - Audiencia pública (1946) - El emigrado (1946) - Por el gran premio (1946) - Extraño amanecer (1947) - Lluvia de hijos (1947) - María de los Reyes (1947) - Obsesión (1947) - Las aguas bajan negras (1948) | - Sin uniforme (1948) - La Revoltosa (1949) - Agustina de Aragón (1950) - Cuentos de la Alhambra (1950) - Séptima página (1950) - Cerca del cielo (1951) - Mi adorado Juan (1950) - Cielo negro (1951) - El gran Galeoto (1951) - La niña de la venta (1951) - Quema el suelo (1951) - La estrella de Sierra Morena (1952) - Carne de horca (1953) - La alegre caravana (1953) - Nadie lo sabrá (1953) - Vuelo 971 (1953) - Aventuras del barbero de Sevilla (1954) - Como la tierra (1954) - Al fin solos (1955) - Torero por alegrías (1955) - Manolo, guardia urbano (1956) - El fenómeno (1956) - Fedra (1956) - La vida en un bloc (1956) - Tarde de toros (1956) - Buenos días, amor (1957) - Mensajeros de paz (1957) - Un abrigo a cuadros (1957) - El hincha (1958) - Las chicas de la Cruz Roja (1958) - ¡Viva lo imposible! (1958) - Con la vida hicieron fuego (1959) - La casa de la Troya (1959) - La quiniela (1960) - Crimen para recién casados (1960) - Don José, Pepe y Pepito (1961) |